# Network processor
I network processors (processori di rete) sono dei microprocessori caratterizzati dal possedere un set di istruzioni (insieme delle istruzioni ammesse) specifico per il networking. Appartengono alla famiglia degli ASIP (Application Specific Instruction Processor) e sono caratterizzati da grossa versatilità e da ottime prestazioni (throughput elevato).